# Gräsvattnet, Lappland
Gräsvattnet (sydsamiska: Graesiejaevrie, norska: Gresvatnet eller Grasvatnet) är en sjö som ligger på gränsen mellan Sverige och Norge, med ungefär tre fjärdedelar i Hemnes kommun på norska sidan och en fjärdedel i Storumans kommun i svenska Lappland. Sjön har en area på 26,57 kvadratkilometer och avvattnas av vattendraget Gresvasselva, ett biflöde till Bjerkaelva som mynnar i Atlanten vid Bjerka.
Gräsvattnet är ett vattenmagasin som reglerar vattenflödet till Bjerka kraftstation. Vattenytan är reglerad till mellan 598 och 592 meter över havet.

## Galleri

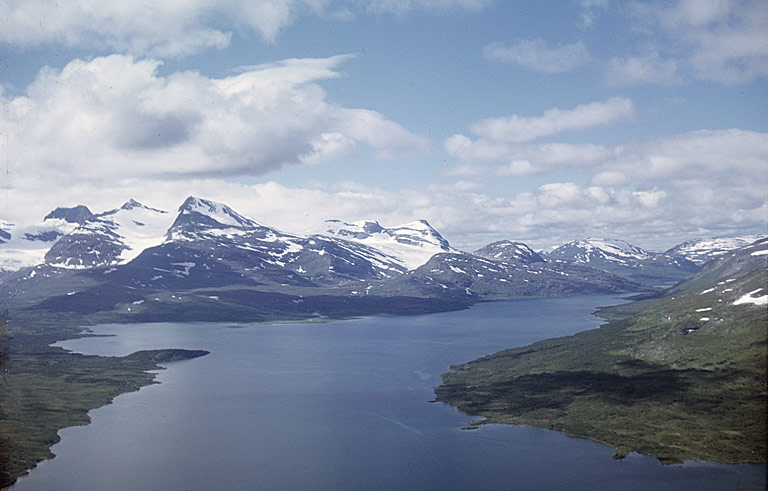
Gräsvattnet framför Oksskolten på norska sidan.
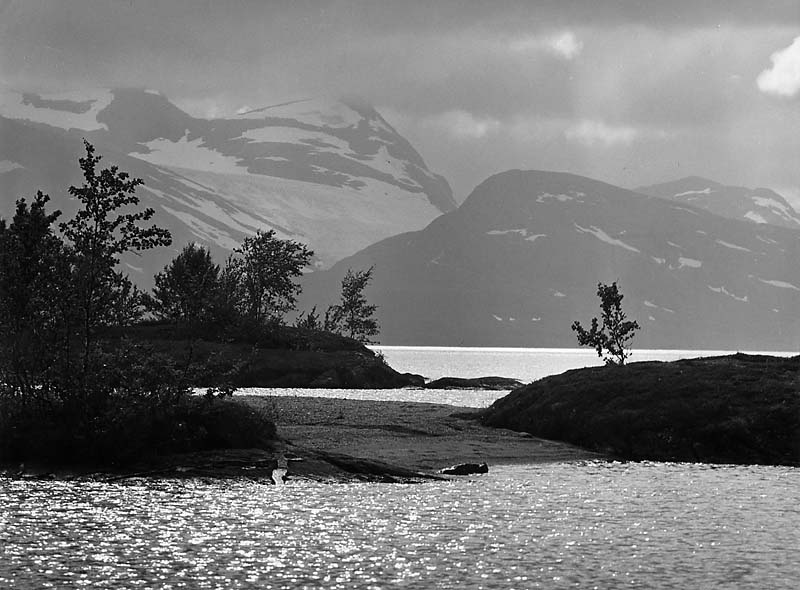
Gräsvattnet, återigen framför Oksskolten.
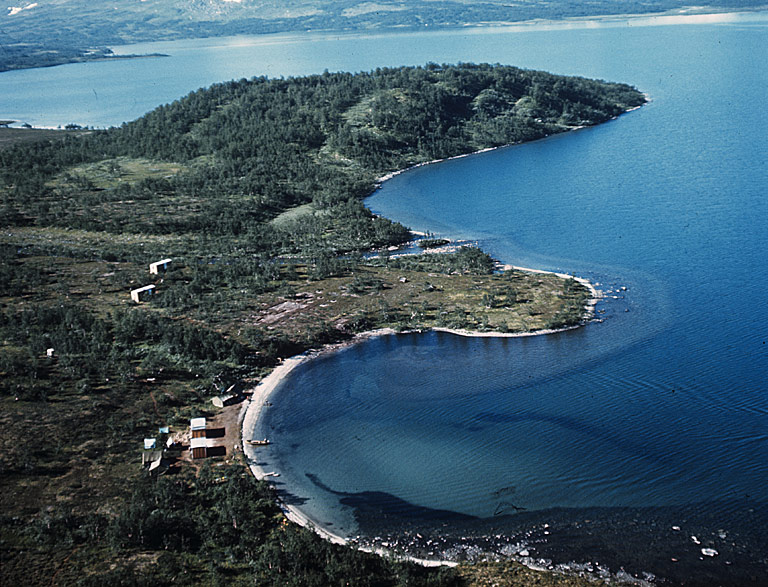
Stugor vid sjön.